# Creep (bài hát của Radiohead)
"Creep" là bài hát của ban nhạc alternative rock người Anh, Radiohead. Ban nhạc chọn đây là đĩa đơn đầu tay của mình, phát hành vào tháng 9 năm 1992, rồi sau đó được đưa vào album đầu tay của nhóm, Pablo Honey (1993). Khi mới phát hành, "Creep" không có được thứ hạng cao tại các bảng xếp hạng. Tuy nhiên, sau khi được tái phát hành vào năm 1993, ca khúc trở thành bản hit toàn cầu. Do những quan điểm ban đầu của Radiohead sau đó không còn tương thích với những ca khúc khác, ban nhạc vì thế thể hiện rõ ràng việc không còn hứng thú với ca khúc và trình bày nó ngày một ít dần kể từ giữa thập niên 1990. Năm 1998, giữa tour diễn quảng bá album OK Computer, ban nhạc quyết định loại bỏ ca khúc khỏi danh sách trình diễn. "Creep" không còn xuất hiện trong các buổi diễn của ban nhạc cho tới tận năm 2001, và sau đó cũng chỉ đôi lần được trình diễn trực tiếp bởi Radiohead.
Năm 2008, ca khúc được có mặt trong album tuyển tập Radiohead: The Best Of của ban nhạc.

## Danh sách ca khúc
Bản gốc tại Anh
1. "Creep" – 3:55
2. "Lurgee" – 3:07
3. "Inside My Head" – 3:12
4. "Million Dollar Question" – 3:18

(Cassette - Promo)
1. "Creep" – 3:56
2. "Faithless, the Wonder Boy" – 4:10

CD tái bản tại Anh
1. "Creep" (ấn bản album) – 3:58
2. "Yes I Am" – 4:25
3. "Blow Out" (remix) – 4:00
4. "Inside My Head" (trực tiếp) – 3:07

Đĩa than 12" tái bản tại Anh
1. "Creep" (acoustic) – 4:19
2. "You" (trực tiếp) - 3:39
3. "Vegetable" (trực tiếp) - 3:07
4. "Killer Cars" (trực tiếp tại Nhật Bản) - 2:17

Những bản thu của "Lurgee", "Blow Out", "You" và "Vegetable" đều được lấy từ album Pablo Honey.

## Chứng chỉ
| Quốc gia       | Chứng nhận |
| -------------- | ---------- |
| Ý (FIMI)       | Vàng       |
| Anh Quốc (BPI) | Bạc        |